# Masood Azhar
Mohammed Masood Azhar (Urdu محمد مسعود اظهر DMG Muḥammad Masʿūd Aẓhar; geb. 10. Juli 1968 in Bahawalpur, Pakistan) ist ein dschihadistischer Ideologe und der Gründer und Anführer der Organisation Jaish-e-Mohammed. Er gehört den Deobandis an, einer hanafitisch-traditionalistischen islamischen Strömung, die nach dem Dar ul-Ulum in Deoband benannt ist. In den 1990er Jahren war er ein wichtiges Bindeglied in der Beziehung zwischen der militanten islamistischen Bewegung in Pakistan, den al-Qaida-Netzwerken und den Taliban in Afghanistan. Nach Inhaftierung in Indien Anfang 1994 war er einer der Terroristen, die Ende 1999 mit der Entführung des Indian-Airlines-Flug 814 nach Kandahar freigepresst wurden. Auch gibt es glaubwürdige Hinweise auf Verbindungen der Attentäter der Terroranschläge am 7. Juli 2005 in London ins Umfeld der Anhänger von Masood Azhar. Er wird auch „der pakistanische Osama bin Laden“ genannt.
Nach jahrelangem Widerstand von chinesischer Seite wurde Masood Azhar am 1. Mai 2019 vom UN-Sicherheitsrat als Terrorist eingestuft. Einige politische Analysten wie Raj Verma vermuten, dass die chinesische Unterstützung für Masood Azhar darauf zurückzuführen ist, dass sie für den Erfolg des China-Pakistan Economic Corridor und anderer chinesischer Projekte in Pakistan unabdingbar war. China war demnach besorgt, dass die Einstufung von Masood Azhar als Terrorist durch den UN-Sicherheitsrat und Maßnahmen gegen ihn und Jaish-e Mohammed von Seiten Pakistans schwerwiegende Folgen für die Stabilität und Einheit Pakistans haben würden.

## Abstammung und verwandtschaftliche Beziehungen
Masood Azhar wurde am 10. Juli 1968 in Bahawalpur in Punjab als Sohn einer wohlhabenden alidischen Landbesitzerfamilie geboren. Sein Vater, Allah Bakhsh Shabir, war Schulleiter einer staatlichen Schule und Lehrer für Urdu und Persisch und hatte neben Masood noch fünf weitere Söhne und sechs Töchter. Der mütterliche Großvater war ein bedeutender Aktivist der Khatm-e-Nabuwwat-Bewegung, die die Ahmadiyya bekämpft, und bis 1992 Anführer der internationalen Organisation der Bewegung Majlis-e Ahrar. Fazlur Rahman Khalil, der Anführer der Harkat-ul-Mujahideen (HuM), ist ein Verwandter Masood Azhars.

## Leben und Aktivitäten

### Als Schüler und Lehrer in Banuri Town
Da Masood Azhar intellektuell begabt war, schickte ihn sein Vater nach der siebten Klasse an die Jami'atul-Uloom ul-Islamia, eine große Madrasa in Allama Banuri Town in Karatschi, die die größte Ausbildungsinstitution der Deobandis in Pakistan ist und seit den 1960er Jahren die Speerspitze bei dem Kampf sunnitischer Muslime in Pakistan gegen Ahmadiyya und Schia bildet. Hier studierte Azhar von 1980 bis 1989 und wurde entsprechend dem Dars-i-Nizami-Curriculum ausgebildet. Sein Mentor war der Leiter des Instituts, Mufti Nizamuddin Shamzai. Es war dies die Zeit, in der die Madrasa-Schulen Pakistans eine islamische Ausbildung mit der aktiven Unterstützung und Förderung des antisowjetischen afghanischen Dschihad für Nicht-Pakistaner verbanden.
Sobald Masood Azhar das ʿĀlimīya-Zertifikat erhalten hatte, begann er selbst an der Anstalt zu unterrichten. Zwei Jahre unterrichtete er vor allem pakistanische und ausländische Studenten auf Arabisch. Wie Azhar in einem indischen Verhörprotokoll bemerkte, studierten an der Jamia Islamia neben Pakistanis auch Araber, Sudanesen und Bangladescher, die von der Deobandi-Ideologie überzeugt waren. Azhars Seminar in Banuri Town diente als ein wichtiger Rekrutierungsort für die Organisationen Harkat-ul-Mujahideen (HuM) und Harakat-ul-Jihad ul-Islami (HuJI), die sich im afghanischen Dschihad engagierten. 1988 besuchte Masood Azhar selbst zusammen mit seinen Lehrern Afghanistan, um sich dem Kampf gegen die Sowjets anzuschließen. Aufgrund seiner Fettleibigkeit wurde er jedoch im Trainingslager der HuM in der afghanischen Provinz Kunar als körperlich ungeeignet für die Waffenausbildung eingestuft und nach Karatschi zurückgeschickt. Der Besuch hinterließ dennoch einen bleibenden Eindruck bei ihm und steigerte seine Begeisterung für den Dschihad.
Von August 1989 an begann Azhar, die Urdu-Zeitschrift Ṣadā-yi Mujāhid („Stimme des Mudschāhid“) herauszugeben. Außerdem machte er es sich zur Angewohnheit, zu anderen Schulen, Moscheen und Basaren von Karachi zu gehen und dort für den Dschihad zu werben. In einem Ende 1991 verfassten Artikel berichtete Masood Azhar von einer weiteren Reise nach Afghanistan, die er zusammen mit mehreren Komplizen aus Frankreich unternahm, darunter einem gewissen Umar Farooq, der als Anführer des französischen Kontingents von HuM beschrieben wurde.

### Aufenthalte in Ostafrika und Europa
Nach verschiedenen Berichten folgte Masood Azhar 1992 Osama bin Laden in den Sudan. 1993 tourte er einen Monat lang durch das Vereinigte Königreich und hielt dort in Deobandi-Moscheen ungefähr 40 Predigten, in denen junge Muslime zum Dschihad aufrief. Im Oktober desselben Jahres spielte er eine entscheidende Rolle bei der Fusion der beiden Organisationen HuM und HuJI zur neuen Organisation Harakat-ul-Ansar (HuA). Anschließend wurde er von dieser Organisation zum Verantwortlichen für Daʿwa ernannt und veröffentlichte die Zeitschrift Ṣaut al-Kašmīr („Stimme Kaschmirs“) auf Arabisch.
Laut Verhörakten der indischen Regierung und einem Tagebuch, das er während seiner indischen Haft (von 1994 bis 1999) schrieb, reiste Azhar im Dezember 1992 nach Nairobi, um sich mit Anführern der somalischen Gruppe al-Ittihad al-Islami und zwei Mudschāhidūn aus den Vereinigten Arabischen Emiraten zu treffen. Schon zuvor hatte er in seiner Zeitschrift Ṣadā-yi Mujāhid verschiedene Artikel veröffentlicht, um die pakistanische Regierung dazu zu bringen, ihr Kontingent aus den UN-Truppen in Somalia zurückzuziehen. Die Männer, die Azhar in Nairobi traf, drängten ihn dazu, den Druck auf die pakistanische Regierung aufrechtzuerhalten. Eine Woche später traf sich Masood Azhar in Nairobi mit Journalisten von Weekly Zindagi, Jang und Urdu Digest sowie einem Vertreter der All Pakistan Newspaper Malikan Association. Sie verurteilten nach ihrer Rückkehr die Rolle pakistanischer Truppen in Somalia, und Masood Azhar verteilte 5.000 Exemplare einer Broschüre zu dem Thema.
Nach Azhars Angaben erhielten die Somalis auch Rekruten und Geld aus den Reihen der HuA. Azhar war Berichten zufolge auf Befehl von Maulana Fazlur Rehman Khalil, der ab Juni 1993 als Vorsitzender der HuA fungierte, nach Afrika gereist. Ahmed Rashid behauptet außerdem, das Azhar nach der Entsendung amerikanischer Truppen nach Somalia den somalischen Warlords beibrachte, wie sie die Lamellen ihrer Panzerabwehrgranaten so zurechtschneiden mussten, dass sie mitten in der Luft explodierten und US-Helikopter zum Absturz brachten. Doch hält Don Rassler es für eher unwahrscheinlich, dass Azhar solche taktischen Ratschläge persönlich erteilt hat, weil er sich während seiner Karriere hauptsächlich als Prediger, Autor und Ideologe und weniger als Taktiker oder erfahrener Kämpfer hervorgetan hat.

### Haft in Indien und Freipressungsversuche
Im Januar 1994 entschloss sich Azhar, in das Kaschmirtal zu reisen. Sein Ziel war es, sicherzustellen, dass die Mudschahidin, die dort zu den beiden Gruppen HuM und HJI gehörten, ebenfalls unter dem neuen Namen Harkatul Ansar zusammengeschlossen wurden und unter einem Dach arbeiteten. Azhar flog am 29. Januar 1994 mit einem mit einem Flugzeug der Biman Bangladesh Airlines von Dhaka nach Delhi und reiste mit einem gefälschten portugiesischen Pass nach Indien ein. Doch die Mission schlug fehl, als Azhar am 1. Februar 1994 zusammen mit seiner rechten Hand Sajjad Afghani in Srinagar verhaftet wurde, nachdem ihr Auto eine Panne hatte und sie versucht hatten, eine Autorikscha heranzuwinken, um zu einer nahegelegenen Moschee zu gelangen. Während seiner Haft in Indien verfasste Azhar zahlreiche Artikel und Werke über den Dschihad und bezog sich dabei oft auf Afrika.
Um Azhar freizupressen, entführte der britisch-pakistanische Terrorist Ahmed Omar Saeed Sheikh im Oktober 1994 drei britische und einen amerikanischen Touristen aus einem Hotel in Neu-Delhi, was jedoch nicht zu dem gewünschten Erfolg führte. Omar Sheikh wurde nach einer Schießerei mit der Polizei gefangen genommen und inhaftiert. Um die Freilassung von ihm, Masood Azhar und anderen in indischer Haft befindlichen Personen zu erwirken, entführte am 4. Juli 1995 die mit HuM in Verbindung stehende Al-Faran-Gruppe sechs westliche Touristen im Bergresort Pahalgam im südlichen Kaschmir: die beiden Amerikaner John Childs und Donald Hutchings, die beiden Briten Paul Wells und Keith Mangan, den Deutschen Dirk Hasert und den Norweger Hans Christian Ostrø. Der abgetrennte Kopf von Ostrø wurde im August 1995 auf einem Bergpfad entdeckt. Daran befestigt befand sich eine Notiz, in der die Freilassung von 15 inhaftierten Islamisten, darunter Omar Sheikh und Masood Azhar, innerhalb von zwei Tagen gefordert wurde.
Da auch diese Aktion nicht zur Freilassung von Azhar führte, versuchte seine Organisation, die sich ab 1997 wegen der Eintragung von HuJI in der amerikanischen Liste der Terrororganisationen wieder HuM nannte, seine Freilassung durch die Entführung eines Verkehrsflugzeugs zu erreichen. Bei den Planungen für diese Aktion wurde HuM von Osama bin Laden und al-Qaida unterstützt. Im Dezember 1999 entführten mehrere Terroristen der HuM, darunter Masood Azhars Bruder Ibrahim Athar, den Indian-Airlines-Flug 814 nach Kandahar. Dies erbrachte das gewünschte Ergebnis: Am 31. Dezember 1999 wurden Masood Azhar, Omar Sheikh und der kaschmirische Terrorist Mushtaq Ahmad Zargar im Austausch gegen die 155 Passagiere, die noch an Bord der Maschine waren, von den indischen Behörden freigelassen.

### Rückkehr nach Pakistan und Gründung von Jaish-e Mohammed
Nach seiner Rückkehr aus der indischen Gefangenschaft verkündete Masood Azhar Anfang Januar 2000 vor der zentralen Moschee von Banuri Town vor Tausenden von Zuhörern: „Ich bin hierhergekommen, weil es meine Pflicht ist, euch zu sagen, dass die Muslime nicht in Frieden ruhen sollten, bis wir Amerika und Indien zerstört haben.“ Wenig später, im Februar 2000, verließ Azhar die Harkat-ul-Mujahideen und gründete in Karachi die neue Organisation Jaish-e Mohammed (JeM). Kurz danach kehrte er nach Bahawalpur zurück, wo er heiratete. Um die Gründung der neuen Organisation mit den Taliban abzustimmen und sich deren Unterstützung zu sichern, reiste er kurz danach nach Kandahar. Mufti Azhar Abdul Rashid, der Gründer des al-Rashid-Trusts, der nach dem 11. September 2001 von den USA als al-Qaida-nahe Organisation eingestuft wurde, legte offen, dass Masood von den Taliban zum Emir von Jammu und Kashmir ernannt wurde.
Während ihm die pandschabischen Kämpfer in die neue Organisation folgten, verblieben die Paschtunen mit Fazlur Rahman Khalil in der Harakat-ul-Ansar, die von da ab zu einer rein paschtunischen Organisation wurde, die mit Osama bin Laden verbündet war und Lager in Afghanistan unterhielt. Azhar wurde nachfolgend zwei Mal im Februar und April 2000 wegen seiner heftigen Kritik an Musharraf von Pakistan verhaftet und wieder freigelassen. Allerdings genoss er weiterhin die Unterstützung des pakistanischen Geheimdienstes ISI und trat weiterhin bewaffnet in der Öffentlichkeit auf. Ein Selbstmordattentat auf die Nachschubbasis der indischen Armee in Srinagar gilt als die erste von Masood Azhar angeordnete Operation nach seiner Freilassung. Auch der Angriff auf den Landtag von Kaschmir im Oktober 2001 wurde offenbar von ihm geplant, denn er veröffentlichte direkt nach der Tat Namen und Herkunftsorte von vier der beim Anschlag getöteten Terroristen.

### Hausarrest in Bahawalpur
Am 29. Dezember 2001 nahmen pakistanische Sicherheitskräfte Masood Azhar wegen seiner mutmaßlichen Verwicklung in den Anschlag auf das indische Parlament fest, die von ihm geführten Organisationen wurden erstmals landesweit verboten. Azhar wurde in Bahawalpur unter Hausarrest gestellt, wobei die Behörden ihm eine monatliche Rente von 10.000 Rupien gewährten. Das Militärregime begegnete ihm weiter mit Nachsicht. Als im Herbst 2002 seine Anhänger unter Verdacht gerieten, in eine Reihe von Sprengstoffanschlägen auf christliche Kirchen in Islamabad, Murree und Taxila verwickelt zu sein, gelang Azhar mühelos, jegliche Beteiligung von sich zu weisen. Auch das Ersuchen von Interpol, Masood Azhar wegen seiner mutmaßlichen Beteiligung an der Entführung der Air India Maschine von 1999 und der Enthauptung Daniel Pearls vernehmen zu dürfen, lehnte Islamabad trotz massiven außenpolitischen Drucks ab.
Im Dezember 2002 wurde Azhars Hausarrest auf Anordnung eines Gerichts aufgehoben. Sein kleines Haus in Bahawalpur baute er im Laufe der Zeit zu einem mehrstöckigen Betonkomplex um, in dem ca. 700 bewaffnete Männer untergebracht waren, die dort ungehindert Schießübungen machten. Am 15. November 2003 musste er allerdings einen schweren Rückschlag hinnehmen, als die JeM vom Musharraf-Regime zum zweiten Mal verboten wurde.
Während der Besetzung der Roten Moschee in Islamabad im Juli 2007 hielt Masood Azhar eine Rede gegen Parwez Musharraf, und einige Quellen behaupten, dass derjenige, der Kämpfer der Roten Moschee ideologisch kontrollierte, Masood Azhars Bruder, Mufti Abdur Rauf gewesen sei.

### Internationale Einstufung als Terrorist
Später wurde Azhar beschuldigt, an der Organisation der Anschläge von Mumbai im November 2008 mitgewirkt zu haben, bei denen Hunderte Menschen getötet und verletzt wurden. Die pakistanischen Behörden reagierten eine Woche später darauf, indem sie ihn in seinem mehrstöckigen Betonkomplex im Model-Town-Viertel von Bahawalpur unter Hausarrest stellten. Allerdings gelang es ihm bereits am 13. Januar 2009, Bahalwapur zu verlassen und fünf Tage später in Südwasiristan unterzutauchen. Im April 2009 teilten die pakistanischen Behörden mit, keinerlei Informationen über seinen Aufenthaltsort zu haben. Indien wandte sich noch im selben Jahr an die Kommission des UN-Sicherhatsrats, um Masood Azhar gemäß den Regeln des 1267-Komitees als Terroristen einzustufen zu lassen. China blockierte jedoch diese Bemühungen Indiens, wobei es überraschenderweise Unterstützung von Großbritannien erhielt.
Am 26. Januar 2014 tauchte Azhar nach sechsjähriger Abgeschiedenheit wieder auf und hielt eine Rede bei einer Kundgebung in Muzaffarabad, bei der er zur Wiederaufnahme des Dschihad in Kaschmir aufrief. Laut der National Investigation Agency, Indiens wichtigster Anti-Terror-Behörde, liegen ausreichend Beweise dafür vor, dass Masood Azhar und sein Bruder Rauf Azhar am Terrorangriff auf die Pathankot Air Force Station im Januar 2016 beteiligt waren. Deswegen bat Indien einen Monat später erneut das Komitee 1267 des UN-Sicherheitsrates, Masood Azhar als Terroristen einzustufen. Außer China waren alle Mitglieder des UNSC-Ausschusses dazu bereit. Masood Azhar selbst warnte in dieser Zeit die pakistanische Regierung in einem Artikel, dass Maßnahmen gegen den Dschihad, Moscheen und Jaish-e Mohammed kontraproduktiv für den Frieden, die Sicherheit, die Integrität und die Einheit Pakistans wären. China nutzte zweimal – im März 2016 und im Oktober 2016 – eine „technische Sperre“, um das Urteil zu blockieren, und im Dezember 2016 legte es sein Veto ein, um sicherzustellen, dass Azhar nicht als Terrorist eingestuft wird. Dies lag daran, dass China fürchtete, dass in dem Fall, dass Masood Azhar nach den Regeln des UNSC 1267-Komitees als Terrorist eingestuft würde, Jaish-e Mohammed und andere Terrororganisationen die Waffen gegen den pakistanischen Staat erheben werden, was zu weiterer Instabilität in Pakistan führen und CPEC letztendlich geostrategische Interessen untergraben würde.
2017 behauptete seine Organisation Jaish-e-Mohammed, dass er sich in Srinagar befinde. Indischen Berichten zufolge trat Masood Azhar jedoch in derselben Zeit offen bei Kundgebungen auf und forderte die Bevölkerung Pakistans auf, sich dem Dschihad in Kaschmir anzuschließen. Hierbei gestand er auch offen, dass Jaish hinter zahlreichen Terroranschlägen in Indien steckte, und drohte weitere Anschläge in Jammu und Kaschmir an. Nach dem Anschlag von Pulwama legte Frankreich im März 2019 mit Unterstützung der USA und Großbritanniens den Vorschlag vor, Masood Azhar gemäß den Regeln des UN-Sicherheitsrats 1267 als Terroristen einzustufen, doch China blockierte diesen Vorschlag ebenfalls. Erst nachdem die Erwähnung von Kaschmir und dem Anschlags in Pulwama aus dem Vorschlag gestrichen worden war, stimmte China im Mai 2019 der Aufnahme von Masood Azhar in die UNSC-1267-Liste zu. Dies geschah, nachdem die USA damit gedroht hatten, den Vorschlag dem UN-Sicherheitsrat vorzulegen, wo es für China äußerst schwierig wäre, öffentlich zu verteidigen, dass Masood Azhar kein Terrorist ist. Für die Einwilligung Chinas war wahrscheinlich auch der sich verschlechternde Gesundheitszustand von Masood Azhar ausschlaggebend. Pakistan selbst hatte vor ihrem Hintergrund China mitgeteilt, dass es nichts mehr gegen Azhars Einstufung als Terrorist gemäß den Bestimmungen des UN-Sicherheitsrats einzuwenden habe.
Frankreich wandte sich anschließend mit der Angelegenheit an die Europäische Union und verhängte auf nationaler Ebene Sanktionen gegen Azhar. Die internationale Einstufung als Terrorist führte allerdings nicht zu Masood Azhars Verhaftung. Im Jahre 2021 lebte er weiter ungestört in einem noblen Viertel von Bahawalpur. Im August desselben Jahres gratulierte er den Taliban zur erneuten Machtübernahme in Afghanistan und reiste anschließend nach Kandahar, wo er mit Abdul Ghani Baradar zusammentraf und ihn um Unterstützung für den Kampf von Jaish-e Mohammed in Kaschmir bat.
Als Reaktion auf militanten Angriff im indisch verwalteten Kaschmir, der pakistanischen Terroristen zugeschrieben wird und bei dem 25 Inder und ein Nepalese getötet wurden, führte Indien am 7. Mai 2025 einen Raketenangriff auf das Hauptquartier von Jaish-e-Mohammed in Bahawalpur durch, bei dem nach Aussage von Masood Azhar zehn seiner Verwandten getötet wurden.

## Werke
Azhar verfasste eine Reihe von Büchern auf Urdu, die sich alle auf den Dschihad beziehen, darunter die folgenden:
- Faz̤āʾil-i Jihād („Die Vortrefflichkeiten des Dschihad“), verfasst in den frühen 1990er Jahren. Es handelt sich bei dem Buch in weiten Teilen um eine Urdu-Übersetzung des Dschihad-Pamphlets Mašāriʿ al-ašwāq ilā maṣāriʿ al-ʿuššāq wa-muṯīr al-ġarām ilā dār as-salām[55] des syrischen Gelehrten Ibn an-Nahhās ad-Dimyātī (gest. 1411).[56] Eine englische Übersetzung mit dem Titel Virtues of Jihad[57] wurde 1996 von der Organisation Ahle Sunnah wa Jama'at in Islamabad veröffentlicht.[58] Azhar zitiert hier asch-Schaukānīs Korankommentar Fatḥ al-qadīr mit der Aussage, dass der Dschihad eine Fard-Pflicht sei, und derjenige, der sie leugne, ein Kāfir sei.[59]
- Fatḥ al-javād fī maʿārif āyāt al-jihād,[60] Kommentar zu allen Versen des Korans, die sich mit Dschihad befassen.[56]
- Zād-i Mujāhid („Die Wegzehrung des Mudschahid“).[48]

## Ideologie

### Dschihad-Verherrlichung
Masood Azhars ideologisches Repertoire beschränkt sich nahezu ausschließlich auf die Propagierung religiös legitimierter Gewalt. Das zentrale Element der von ihm vertretenen Islaminterpretation ist seine Überzeugung, dass der bewaffnete Dschihad noch vor allen anderen religiösen Aufgaben die wichtigste Pflicht der Gläubigen ist. Um dies zu begründen, beruft er sich unter anderem auf eine überlieferte Aussage des zweiten Kalifen ʿUmar ibn al-Chattāb, wonach Dschihad besser sein soll als der Haddsch. Azhar meint, dass Mohammeds göttliche Mission darin bestand, dem Islam den Sieg über alle andere Religionen zu verschaffen, dass der einzige Weg, dies zu erreichen, der Dschihad war. Gott habe seinem Propheten Mohammed befohlen, zu kämpfen und die Gläubigen zum Kampf aufzufordern. Der Prophet habe die beide Pflichten vollständig erfüllt. Aus diesem Grund gebe es Tausende von Hadithen zum Dschihad. Die Ungläubigen, so meint er, hätten sich verschworen, um die Muslime vom wahren Verständnis des Korans fernzuhalten, weil sie wüssten, dass Muslime, die den Koran richtig verstehen, sich nicht vom Dschihad abhalten lassen würden.
Azhar preist auch zeitgenössische Extremisten als wichtige Inspirationsquellen an, wobei er den Gläubigen insbesondere die Schriften von ʿAbdallāh ʿAzzām ans Herz legt. Gott, so meint Azhar, habe ʿAzzām auserwählt, um diese vergessene Pflicht des Dschihad wiederzubeleben. Das nach Masood Azhars Entlassung aus indischer Haft veröffentlichte Buch Maʿraka fordert junge Muslime explizit dazu auf, der ruhmreichen militärischen Tradition der Prophetengefahrten durch einen Beitritt zu Jaish-e Mohammed nachzueifern.

### Antisemitismus
In seinem Dschihad-Buch hetzte Azhar auch gegen Juden und erklärte: „Kurz gesagt: Ein Blick in die Geschichtsbücher zeigt, dass die Juden von der Zeit des Heiligen Propheten bis in unsere Zeit die schlimmsten Feinde des Islam sind.“ Der Prophet habe „die Tugend und die frohe Botschaft des Kampfes gegen die Juden für die kommende Generation“ erklärt.

### Kampf gegen Verwestlichung und Säkularisierung
Mit anderen Islamisten teilt Azhar ein dichotomes Weltbild. So schreibt er in seinem Werk über die Fadā'il des Dschihad:

„Das einfache Verständnis des Unterschieds zwischen Ungläubigen und Gläubigen ähnelt dem Unterschied zwischen Licht und Dunkelheit, Schwarz und Weiß oder Glück und Traurigkeit. Es ist die Natur des Ungläubigen, den Islam und die Muslime zu hassen. Sie werden ihr Möglichstes tun und ihr einziges Lebensziel ist es, die Muslime zu zerstören oder ihnen Schaden zuzufügen.“

Azhar hat wiederholt seinen Wunsch bekundet, die muslimische Gemeinschaft von westlichen und indischen Einflüssen zu befreien. Die Furcht vor der Auslöschung des Islams durch eine aufsteigende, säkulare Kultur durchzieht sämtliche seiner Bücher und den Großteil seiner Predigten. Anfang der 2000er Jahre verlangte er politische Reformen für Pakistan, darunter eine islamische Verfassung, die die Vorherrschaft des Koran und der Sunna proklamieren sollte. Auch schlug er eine Änderung des Wahlsystems vor, in der Weise, dass nur noch gute Muslime, die bereit seien, die größten Opfer für den Islam zu bringen, als Kandidaten in Frage kämen. Darüber hinaus forderte er eine Islamisierung des Rechtssystems und der Wirtschaft mit der Abschaffung verzinslicher Kredite.